# مگافون (مولکول)
مگافون (مولکول) (به انگلیسی: Megaphone (molecule)) یک ترکیب شیمیایی با شناسه پاب‌کم ۳۲۴۱۵۰ است. 